# さいたま緑のトラスト協会
さいたま緑のトラスト協会（さいたまみどりのトラストきょうかい）は、埼玉県が設置したナショナルトラスト方式で環境保全を行う公益財団法人。さいたま市浦和区に本部を置く。

## 概要
県民・企業・各種団体の寄付に基づく基金により、県内の自然や歴史的環境を保全するナショナルトラスト運動の推進団体として設立された。2024年時点で、県内14か所、約75ヘクタールの緑地が取得されている。県からの委託を受けて、保全地の保全管理活動や広報紙の発行、自然観察会などの活動を行っている。
本部所在地は、さいたま市浦和区高砂3-12-9の埼玉県農林会館内。

## 沿革
- 1984年（昭和59年）8月1日 - 発足[2]。
- 1985年（昭和60年） - 埼玉県の条例により基金設立。
- 1990年（平成2年） - 第1号地取得。
- 2012年（平成24年）4月1日- 公益財団法人に移行[2]。

## 緑のトラスト保全地
埼玉県の「緑のトラスト保全地ガイド」によれば、以下の通り。
- 1号地 - 「見沼田圃周辺斜面林」さいたま市緑区南部領辻、1990年・1991年取得。取得額約7億1600万円。
- 2号地 - 「狭山丘陵雑魚入樹林地」所沢市大字上山口、1994年・1995年取得。取得額約15億8700万円。
- 3号地 - 「武蔵嵐山渓谷周辺樹林地」
- 4号地 - 「飯能河原周辺河岸緑地」
- 5号地 - 「山崎山の雑木林」
- 6号地 - 「加治丘陵・唐沢流域樹林地」
- 7号地 - 「小川原家屋敷林」
- 8号地 - 「高尾宮岡の景観地」
- 9号地 - 「堀兼・上赤坂の森」
- 10号地 - 「浮野の里」
- 11号地 - 「黒浜沼」
- 12号地 - 「原市の森」
- 13号地 - 「無線山・KDDIの森」
- 14号地 - 「藤久保の平地林」